# چین هه
چین هه (انگلیسی: Qin He؛ زادهٔ ۱۴ دسامبر ۱۹۸۴) کشتی‌گیر اهل چین بود. وی در بازی‌های المپیک تابستانی ۲۰۰۸ شرکت کرده‌است.